# Хлыстов, Валентин Степанович
Валентин Степанович Хлыстов (азерб. Valentin Stepanoviç Xlıstov; 28 февраля 1927, Баку — 8 марта 2007, Москва) — советский футболист, защитник. Тренер.
Родители Хлыстова переехали в Баку из Карса, Османская империя в 1903 году. Валентин Хлыстов родился в 1927 году, начал заниматься футболом в 1943 году. Воспитанник футбольной школы «Трудовые резервы» (1943—1946). Всю карьеру в 1946—1955 годах провёл в бакинском «Нефтянике», в 1949—1950 годах в чемпионате СССР сыграл 53 матча. Завершил карьеру из-за травмы, полученной в матче против московского «Торпедо».
Окончил Высшую тренерскую школу в Москве. В «Нефтчи»/«Нефтянике» работал тренером (1958, 1963—1970), старшим тренером дубля (1963—1964), старшим тренером (1973—1975). Старший тренер команд «Текстильщик» Кировабад (1959), «Спартак» Баку (1961), «Нефтяные Камни» Баку (1962), «Араз» Нахичевань (1977—1978), «Автомобилист» Баку (1979), «Автомобилист» Мингечаур (1980).
Работал в детско-юношеской школе олимпийских резервов «Нефтчи», был ее директором. С главной командой республики работал в 1973—1975 годах, после вылета из высшей лиги. Удостоен почётного звания «Заслуженный деятель физической культуры и спорта Азербайджана» (22 июля 1991).
Скончался 8 марта 2007 года в Москве.